# 알락하늘소속
알락하늘소속은 딱정벌레목 하늘소과에 속하는 하늘소 무리 중 하나이다. 아시아가 원 서식지이다. 대부분 몸집이 크며 색이 다양하여 예술 작품에 묘사되기도 하며 딱정벌레 수집가들이 많이 찾기도 하다. 알락하늘소속에는 악명높은 해충 일부가 분류되어 있기도 하다.

## 특징
알락하늘소속의 하늘소들은 몸길이가 1~5cm에 달한다. 노란색, 파란색, 보라색, 흰색의 다양한 색상의 점무늬 또는 줄무늬가 보인다. 더듬이는 매우 길다. 다른 속과 구분하는데 주로 쓰이는 한 가지 특징은 수컷의 생식기의 구조이다.

## 영향
알락하늘소속 중 일부 곤충은 도시임업·조경·농업용 나무의 주요 해충이다.
유리알락하늘소 (A. glabripennis)는 중국 및 한반도가 원 서식지로, 현재 유럽에서는 외래종으로 광범위하게 퍼져 있다. 이 하늘소의 개체수는 토론토, 시카고, 뉴저지주, 오하이오주, 메사추세츠, 뉴욕 등의 북미권 일부 지역에서도 탐지되고 있어, 박멸을 선포했거나 또는 박멸 프로그램에 따라 현재 처리 중에 있다. 많은 수종이 알락하늘소 무리의 기주가 될 수 있지만 그 중에서도 특히 단풍나무를 더 선호한다.
알락하늘소 (A. chinensis; syn. A. malasiaca)은 아시아에서 유럽 및 북미권으로 침입한 종이다. 감귤류와 기타 과수 및 견과수의 해충이다. 산림수과 조경수를 감염시킨다. 100종 이상의 교목, 관목, 초본류를 가해한다. 천공성 애벌레가 일으키는 피해로 인해 나무가 고사한다.

## 다양성
알락하늘소속의 2002년 개정판에 따르면, 36종이 승인되어 있다. 그 이후로 최소 아홉 종이 더 기술되었으며, 추가적인 수정 작업으로 여러 다른 속들이 알락하늘소속으로 편입되어 현재 50종 이상의 종이 분류되어 있다.

## 하위 종
- Anoplophora albopicta (Matsushita, 1933)
- Anoplophora amoena (Jordan, 1895)
- Anoplophora ankangensis (Chiang, 1981)
- Anoplophora asuanga Schultze, 1923
- Anoplophora beryllina (Hope, 1840)
- Anoplophora birmanica Huedepohl, 1990
- Anoplophora bowringii (White, 1858)
- Anoplophora cheni Bi & Ohbayashi, 2015
- Anoplophora chiangi Hua & Zhang, 1991
- 알락하늘소 Anoplophora chinensis (Forster, 1771)
- Anoplophora coeruleoantennata (Breuning, 1946)
- Anoplophora davidis (Fairmaire, 1886)
- Anoplophora decemmaculata Pu, 1999
- Anoplophora elegans (Gahan, 1888)
- Anoplophora fanjingensis Yang, Yang & Tian, 2020
- Anoplophora flavomaculata (Gressitt, 1935)
- Anoplophora freyi (Breuning, 1946)
- Anoplophora fruhstorferi (Aurivillius, 1902)
- 유리알락하늘소 Anoplophora glabripennis (Motschulsky, 1854)
- Anoplophora graafi (Ritsema, 1880)
- Anoplophora granata Holzschuh, 1993
- Anoplophora gressitti Ohbayashi & Bi, 2014
- 노랑알락하늘소 (가칭) Anoplophora horsfieldii (Hope, 1842)
- Anoplophora huangjianbini Wang & He, 2021
- Anoplophora imitator (White, 1858)
- Anoplophora irregularis (Aurivillius, 1924)
- Anoplophora jianfenglingensis Hua, 1989
- Anoplophora leechi (Gahan, 1888)
- Anoplophora longehirsuta Breuning, 1968
- Anoplophora lucipor Newman, 1842
- Anoplophora lurida (Pascoe, 1857)
- Anoplophora macularia (Thomson, 1865)
- Anoplophora mamaua Schultze, 1923
- Anoplophora medenbachii (Ritsema, 1881)
- Anoplophora multimaculata (Xie & Wang, 2015)
- Anoplophora ogasawaraensis Makihara, 1976
- Anoplophora oshimana (Fairmaire, 1895)
- Anoplophora puxian Wang & He, 2021
- Anoplophora quadrifasciata (Breuning, 1961)
- Anoplophora rubidacorpora Xie, Shi & Wang, 2015
- Anoplophora ryukyuensis Breuning & Ohbayashi, 1964
- Anoplophora sebastieni Duranton, 2004
- Anoplophora siderea Bi, Chen & Ohbayashi, 2020
- Anoplophora similis (Gahan, 1900)
- Anoplophora sollii (Hope, 1840)
- Anoplophora stanleyana Hope, 1840
- Anoplophora tianaca Schultze, 1923
- Anoplophora tonkinea (Pic, 1907)
- Anoplophora viriantennata Wang & Chiang, 1998
- Anoplophora wusheana Chang, 1960
- Anoplophora zonator (Thomson, 1878)

## 더 읽어보기
- Lingafelter, S. W. and E. R. Hoebeke. Revision of Anoplophora (Coleoptera: Cerambycidae). The Entomological Society of Washington, Washington, D.C. 2002. 238 p.